# Ecquedecques
Ecquedecques est une commune française située dans le département du Pas-de-Calais en région Hauts-de-France. Ses habitants sont appelés les Ecquedecquois.
La commune fait partie de la communauté d'agglomération de Béthune-Bruay, Artois-Lys Romane qui regroupe 100 communes et compte 275 327 habitants en 2021.

## Géographie

### Localisation
Localisée dans l'est du département du Pas-de-Calais, Ecquedecques est une commune limitrophe, à l'est, de la commune de Lillers (aire d'attraction) et située, à vol d'oiseau, à 14 km au nord-ouest de la commune de Béthune (chef-lieu d'arrondissement).
Le territoire de la commune est limitrophe de ceux de trois communes.
Les communes limitrophes sont Bourecq, Lespesses et Lillers.

### Géologie et relief
La superficie de la commune est de 2,63 km2 ; son altitude varie de 26  à   75 m.

### Hydrographie
La commune est située dans le bassin Artois-Picardie. Elle n'est drainée par aucun cours d'eau,.

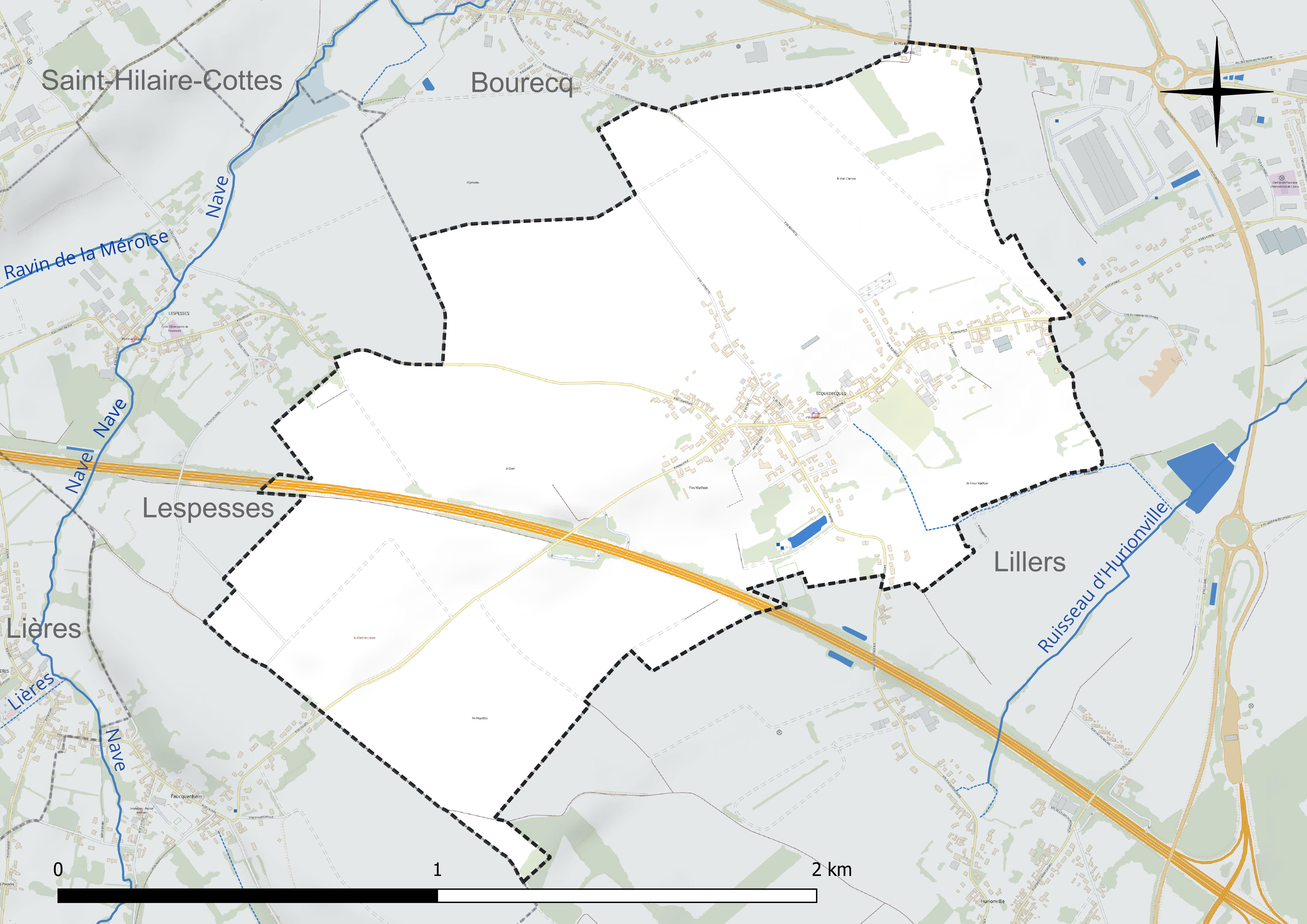
Réseau hydrographique d'Ecquedecques.

### Climat
Pour des articles plus généraux, voir Climat des Hauts-de-France et Climat du Pas-de-Calais.
En 2010, le climat de la commune est de type climat océanique dégradé des plaines du Centre et du Nord, selon une étude du CNRS s'appuyant sur une série de données couvrant la période 1971-2000. En 2020, Météo-France publie une typologie des climats de la France métropolitaine dans laquelle la commune est exposée à un climat océanique et est dans la région climatique Côtes de la Manche orientale, caractérisée par un faible ensoleillement (1 550 h/an) ; forte humidité de l'air (plus de 20 h/jour avec humidité relative > 80 % en hiver), vents forts fréquents.
Pour la période 1971-2000, la température annuelle moyenne est de 10,5 °C, avec une amplitude thermique annuelle de 13,4 °C. Le cumul annuel moyen de précipitations est de 798 mm, avec 12,5 jours de précipitations en janvier et 8,3 jours en juillet. Pour la période 1991-2020, la température moyenne annuelle observée sur la station météorologique la plus proche, située sur la commune de Lillers à 2 km à vol d'oiseau, est de 11,1 °C et le cumul annuel moyen de précipitations est de 731,5 mm,. Pour l'avenir, les paramètres climatiques de la commune estimés pour 2050 selon différents scénarios d'émission de gaz à effet de serre sont consultables sur un site dédié publié par Météo-France en novembre 2022.
| Mois                                  | jan.           | fév.           | mars           | avril         | mai         | juin          | jui.        | août          | sep.          | oct.          | nov.          | déc.           | année      |
| ------------------------------------- | -------------- | -------------- | -------------- | ------------- | ----------- | ------------- | ----------- | ------------- | ------------- | ------------- | ------------- | -------------- | ---------- |
| Température minimale moyenne (°C)     | 2,2            | 1,8            | 3,1            | 4,8           | 8,1         | 11            | 12,8        | 12,9          | 10,3          | 8,3           | 5,4           | 2,9            | 7          |
| Température moyenne (°C)              | 4,7            | 4,8            | 7,2            | 10,2          | 13,1        | 16,1          | 18,2        | 18,2          | 15,5          | 12,1          | 8,2           | 5,4            | 11,1       |
| Température maximale moyenne (°C)     | 7,2            | 7,8            | 11,3           | 15,7          | 18,2        | 21,3          | 23,6        | 23,4          | 20,7          | 15,9          | 11            | 7,8            | 15,3       |
| Record de froid (°C) date du record   | −14,5 25.01.13 | −16,3 04.02.12 | −10,3 13.03.13 | −5,4 08.04.03 | −1 14.05.10 | 1,9 01.06.11  | 4 03.07.11  | 5,4 31.08.11  | 0,6 30.09.18  | −4,5 28.10.03 | −5,3 30.11.16 | −11,3 18.12.10 | −16,3 2012 |
| Record de chaleur (°C) date du record | 15,9 01.01.22  | 18,8 24.02.21  | 24,8 31.03.21  | 27,3 20.04.18 | 32 27.05.05 | 34,1 29.06.19 | 41 25.07.19 | 37,5 06.08.03 | 34,3 09.09.23 | 29 01.10.11   | 20,7 07.11.15 | 16,5 30.12.22  | 41 2019    |
| Précipitations (mm)                   | 60,2           | 51,3           | 46,5           | 44,1          | 57,5        | 60            | 65,4        | 69,6          | 59,6          | 67,3          | 73,6          | 76,4           | 731,5      |

### Milieux naturels et biodiversité

#### Espèces faunistiques et floristiques
Le site de l'Inventaire national du patrimoine naturel (INPN) recense 127 espèces faunistiques et floristiques sur le territoire de la commune dont 16 protégées et 6 taxons (espèces et sous-espèces) menacées et quasi-menacées.

## Urbanisme

### Typologie
Au 1er janvier 2024, Ecquedecques est catégorisée commune rurale à habitat dispersé, selon la nouvelle grille communale de densité à sept niveaux définie par l'Insee en 2022.
Elle appartient à l'unité urbaine de Béthune, une agglomération inter-départementale regroupant 94  communes, dont elle est une commune de la banlieue,,. Par ailleurs la commune fait partie de l'aire d'attraction d'Auchel - Lillers, dont elle est une commune de la couronne,. Cette aire, qui regroupe 29 communes, est catégorisée dans les aires de 50 000 à moins de 200 000 habitants,.

### Occupation des sols
L'occupation des sols de la commune, telle qu'elle ressort de la base de données européenne d'occupation biophysique des sols Corine Land Cover (CLC), est marquée par l'importance des territoires agricoles (87 % en 2018), une proportion identique à celle de 1990 (87 %). La répartition détaillée en 2018 est la suivante : 
terres arables (77,5 %), zones urbanisées (13 %), prairies (9,1 %), zones agricoles hétérogènes (0,4 %). L'évolution de l'occupation des sols de la commune et de ses infrastructures peut être observée sur les différentes représentations cartographiques du territoire : la carte de Cassini (XVIIIe siècle), la carte d'état-major (1820-1866) et les cartes ou photos aériennes de l'IGN pour la période actuelle (1950 à aujourd'hui).

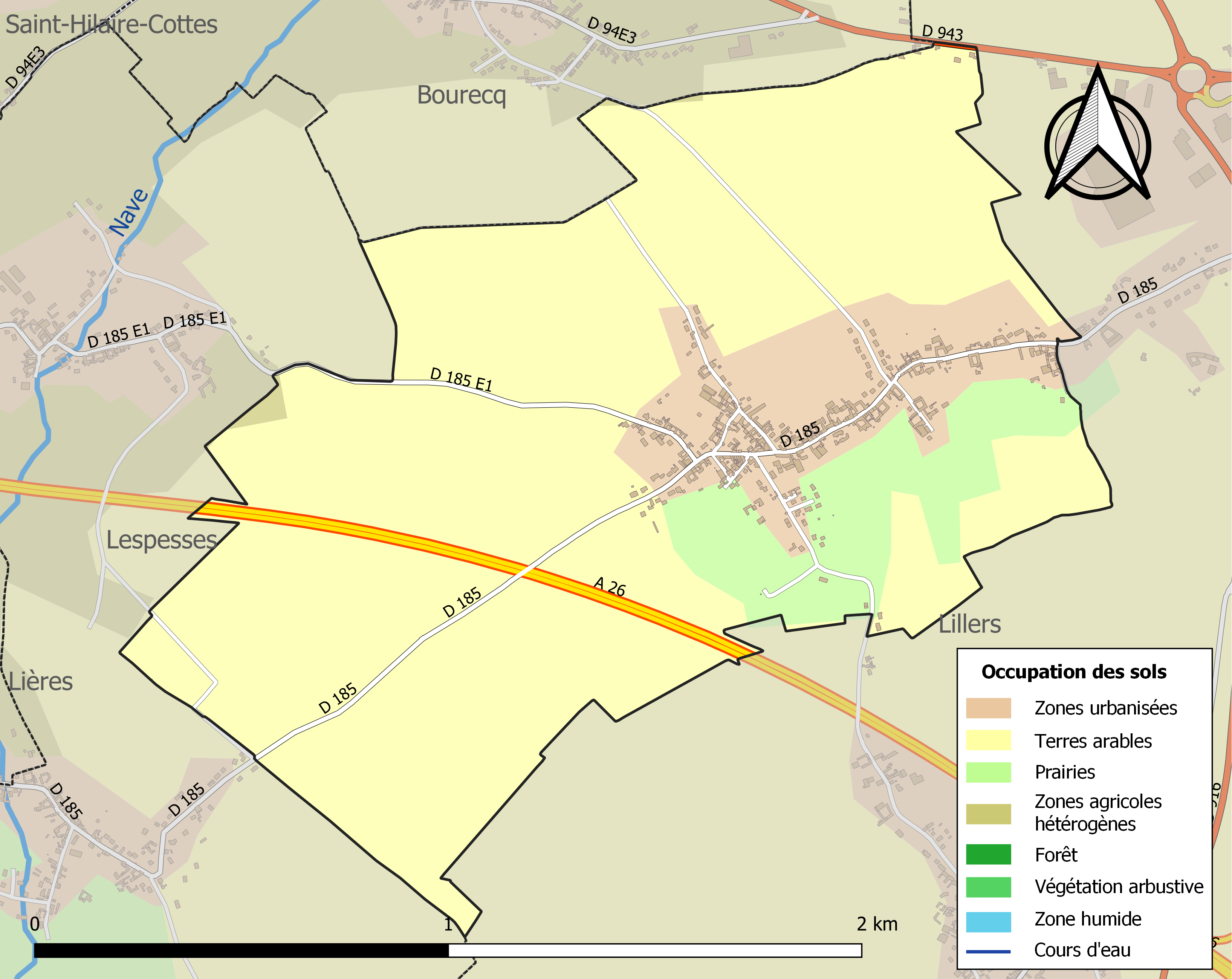
Carte des infrastructures et de l'occupation des sols de la commune en 2018 (CLC).

### Voies de communication et transports

#### Voies de communication
La commune est desservie par la route départementale D 185 et D 185 E1, D 72 E2 et est située à proximité de la sortie no 5 de l'autoroute A 26, aussi appelé autoroute des Anglais, reliant Calais à Troyes.

#### Transport ferroviaire
La commune se trouve à 3 km à l'ouest de la gare de Lillers, située sur la ligne d'Arras à Dunkerque-Locale, desservie par des trains régionaux du réseau TER Hauts-de-France et à 17 km, à l'ouest, de la gare de Béthune, située sur les lignes d'Arras à Dunkerque-Locale et de Fives à Abbeville, desservie par des TGV inOui et des trains régionaux du réseau TER Hauts-de-France.

## Toponymie
Le nom de la localité est attesté sous les formes Eskeldeca en 1200 ; Eskedeske en 1249 ; Esquedesques en 1429 ; Esquedecques en 1515 ; Esquedeque en 1720 ; Hecdecq en 1725 ; Ecquedec au XVIIIe siècle, Ecquedecques en 1793 ; Esquedèques et Ecquedecques depuis 1801.

## Histoire
Ecquedecques a été dans la France de l'ancien régime, avant la Révolution française, le siège d'une seigneurie.

### Seigneurs d'Ecquedecques
- Charles Ier de la Haye, seigneur d'Ecquedecque  anobli le 10 mars 1576. Il descend de Jean de la Haye, anobli par le roi Louis XII par lettres données à Paris le 3 mars 1509[22]. Jean de la Haye était le fils naturel de Bon de la Haye, habitant Lillers[22].
- Pierre de La Haye, seigneur du lieu, d'Esquedecques, Bellenghues, Raddinghem, (Radinghem) et Linghuhem en partie, reçoit le 2 mars 1613 des lettres de chevalerie données à Bruxelles. Pierre a servi avec 4 ou 5 chevaux aux sièges de Cambrai, d'Amiens, de Doullens. Son père feu Charles Ier de la Haye, seigneur du lieu, d'Esquedecques etc, a rendu des services à l'empereur Charles Quint et au roi d'Espagne, avec 4 ou 5 chevaux, en qualité d'homme d'armes, sous la conduite de feu le duc d'Arschot pendant les guerres d'Allemagne, de France, d'Alger. Pierre est marié à demoiselle Louise de Haleuwin (Halluin)[22].
- En 1666, Charles II de La Haye est seigneur d'Hézecques, d'Ecquedecques, de Radinghem, etc. À cette date, il est depuis plusieurs années député général et ordinaire de la noblesse des États d'Artois, député à la Cour de France, et, peu après la paix, a eu l'honneur de prêter serment au nom de toute la noblesse et appartient à une maison des plus nobles et des plus illustres. La terre d'Hézecques est érigée en comté à son profit en juillet 1666 par lettres données à Fontainebleau[21].
- Dominique Denis de Foulers ou de Fouler, écuyer, seigneur d'Ecquedecques, et Relingue, demeurant au château de Relingue (sur Lillers) bénéfice le 15 mars 1762 d'une sentence reconnaissant sa noblesse. Cette décision concerne également Joseph de Foulers, écuyer, seigneur de la Haye, demeurant à Arras. Les deux sont fils de François de Foulers. Albert Louis Emmanuel de Fouler appartient à cette famille[23].

## Politique et administration

### Découpage territorial
La commune se trouve dans l'arrondissement de Béthune du département du Pas-de-Calais, depuis 1801.

#### Commune et intercommunalités
La commune est membre de la communauté d'agglomération de Béthune-Bruay, Artois-Lys Romane.

#### Circonscriptions administratives
La commune est rattachée au canton de Lillers depuis le redécoupage cantonal de 2014. Auparavant, de 1801 à 1983, elle était rattachée au canton de Norrent-Fontes, puis de 1984 à 2014 au canton d'Auchel.

#### Circonscriptions électorales
Pour l'élection des députés, la commune fait partie de la huitième circonscription du Pas-de-Calais.

### Élections municipales et communautaires

#### Liste des maires
| Période                                  | Période                   | Identité         | Étiquette | Qualité                                                           |
| ---------------------------------------- | ------------------------- | ---------------- | --------- | ----------------------------------------------------------------- |
| Les données manquantes sont à compléter. |                           |                  |           |                                                                   |
| 1995                                     | mai 2020                  | Émile Flan       | PS        | Retraité de l'Éducation nationale Réélu pour le mandat 2014-2020, |
| mai 2020                                 | En cours (au 27 mai 2020) | Rosemonde Mullet |           | Employée de banque                                                |

## Équipements et services publics

### Enseignement
La commune est située dans l'académie de Lille et dépend, pour les vacances scolaires, de la zone B.
La commune administre, en regroupement pédagogique intercommunal (RPI) 85, une école élémentaire.

### Justice, sécurité, secours et défense
La commune dépend du tribunal judiciaire de Béthune, du conseil de prud'hommes de Béthune, de la cour d'appel de Douai, du tribunal de commerce d'Arras, du tribunal administratif de Lille, de la cour administrative d'appel de Douai, du pôle nationalité du tribunal judiciaire de Béthune et du tribunal pour enfants de Béthune.

## Population et société

### Démographie
Les habitants de la commune sont appelés les Ecquedecquois.

#### Évolution démographique
L'évolution du nombre d'habitants est connue à travers les recensements de la population effectués dans la commune depuis 1793. Pour les communes de moins de 10 000 habitants, une enquête de recensement portant sur toute la population est réalisée tous les cinq ans, les populations de référence des années intermédiaires étant quant à elles estimées par interpolation ou extrapolation. Pour la commune, le premier recensement exhaustif entrant dans le cadre du nouveau dispositif a été réalisé en 2005.

En 2022, la commune comptait 510 habitants, en évolution de +0,2 % par rapport à 2016 (Pas-de-Calais : −0,72 %, France hors Mayotte : +2,11 %).
| 1793 | 1800 | 1806 | 1821 | 1831 | 1836 | 1841 | 1846 | 1851 |
| ---- | ---- | ---- | ---- | ---- | ---- | ---- | ---- | ---- |
| 313  | 276  | 283  | 337  | 349  | 347  | 340  | 350  | 371  |

| 1856 | 1861 | 1866 | 1872 | 1876 | 1881 | 1886 | 1891 | 1896 |
| ---- | ---- | ---- | ---- | ---- | ---- | ---- | ---- | ---- |
| 367  | 375  | 407  | 425  | 448  | 488  | 454  | 473  | 486  |

| 1901 | 1906 | 1911 | 1921 | 1926 | 1931 | 1936 | 1946 | 1954 |
| ---- | ---- | ---- | ---- | ---- | ---- | ---- | ---- | ---- |
| 513  | 551  | 566  | 550  | 544  | 534  | 490  | 526  | 506  |

| 1962 | 1968 | 1975 | 1982 | 1990 | 1999 | 2005 | 2006 | 2010 |
| ---- | ---- | ---- | ---- | ---- | ---- | ---- | ---- | ---- |
| 477  | 428  | 399  | 420  | 410  | 407  | 471  | 470  | 486  |

| 2015 | 2020 | 2022 | - | - | - | - | - | - |
| ---- | ---- | ---- | - | - | - | - | - | - |
| 503  | 506  | 510  | - | - | - | - | - | - |

#### Pyramide des âges
En 2018, le taux de personnes d'un âge inférieur à 30 ans s'élève à 35,0 %, soit en dessous de la moyenne départementale (36,7 %). À l'inverse, le taux de personnes d'âge supérieur à 60 ans est de 27,9 % la même année, alors qu'il est de 24,9 % au niveau départemental.
En 2018, la commune comptait 248 hommes pour 259 femmes, soit un taux de 51,08 % de femmes, légèrement inférieur au taux départemental (51,5 %).
Les pyramides des âges de la commune et du département s'établissent comme suit.
| Hommes | Classe d’âge | Femmes |
| ------ | ------------ | ------ |
| 0,4    | 90 ou +      | 1,2    |
| 5,6    | 75-89 ans    | 9,7    |
| 19,8   | 60-74 ans    | 19,0   |
| 20,6   | 45-59 ans    | 17,8   |
| 19,4   | 30-44 ans    | 16,7   |
| 13,3   | 15-29 ans    | 20,9   |
| 21,0   | 0-14 ans     | 14,7   |

| Hommes | Classe d’âge | Femmes |
| ------ | ------------ | ------ |
| 0,5    | 90 ou +      | 1,6    |
| 5,6    | 75-89 ans    | 8,9    |
| 16,7   | 60-74 ans    | 18,1   |
| 20,2   | 45-59 ans    | 19,2   |
| 18,9   | 30-44 ans    | 18,1   |
| 18,2   | 15-29 ans    | 16,2   |
| 19,9   | 0-14 ans     | 17,9   |

## Culture locale et patrimoine

### Lieux et monuments
- L'église saint Omer d'Ecquedecques, datant de 1435 avec clochette de 1783. La statue en bois de Sainte Catherine est classée au titre d'objet des monuments historiques depuis le 30 décembre 1982[36].
- Le monument aux morts commémore les victimes des guerres de 1914-1918 et 1939-1945[37].
- Plusieurs chapelles et croix de chemins disséminés sur le territoire de la commune.

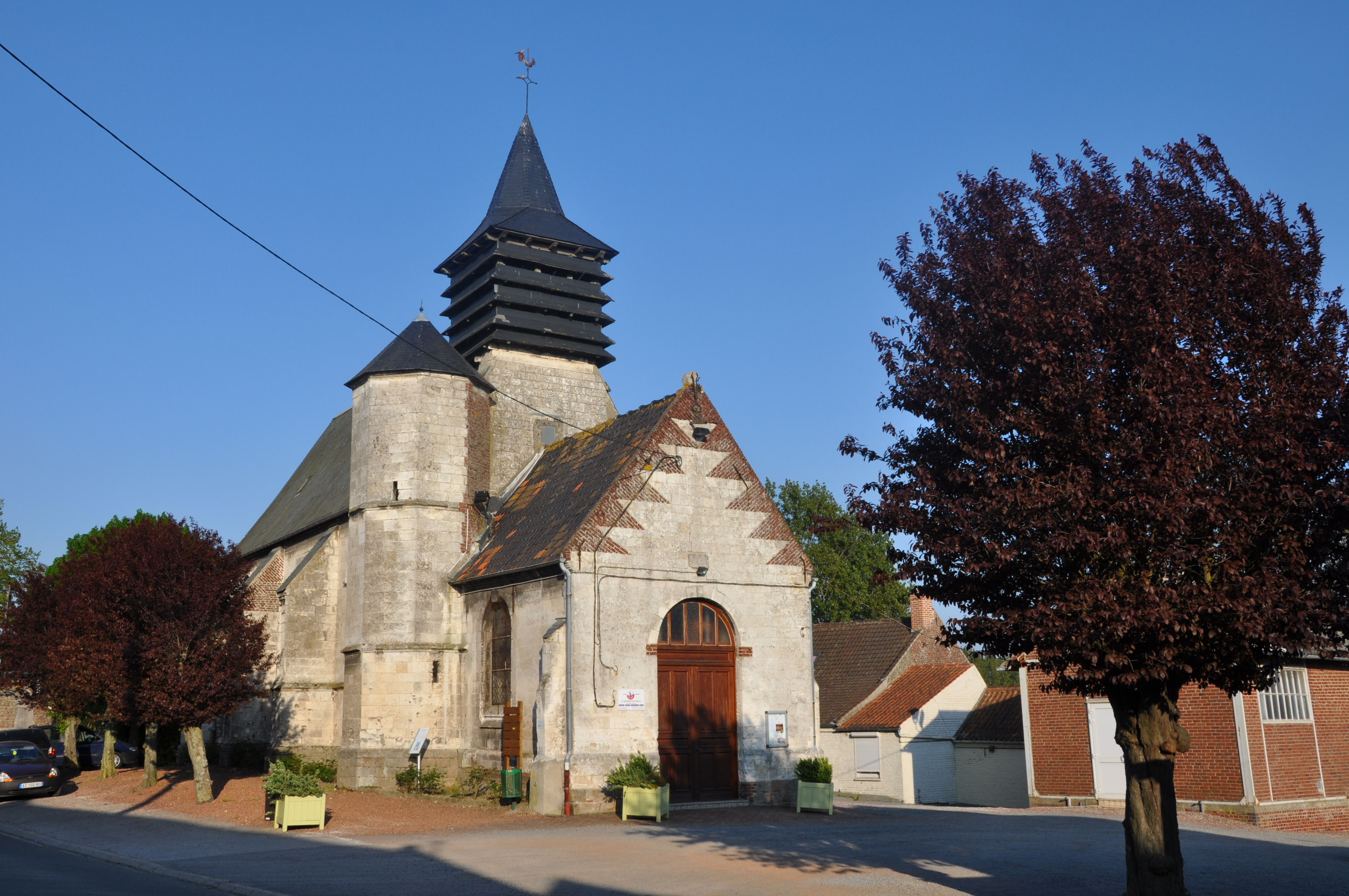
L'église Saint-Omer.
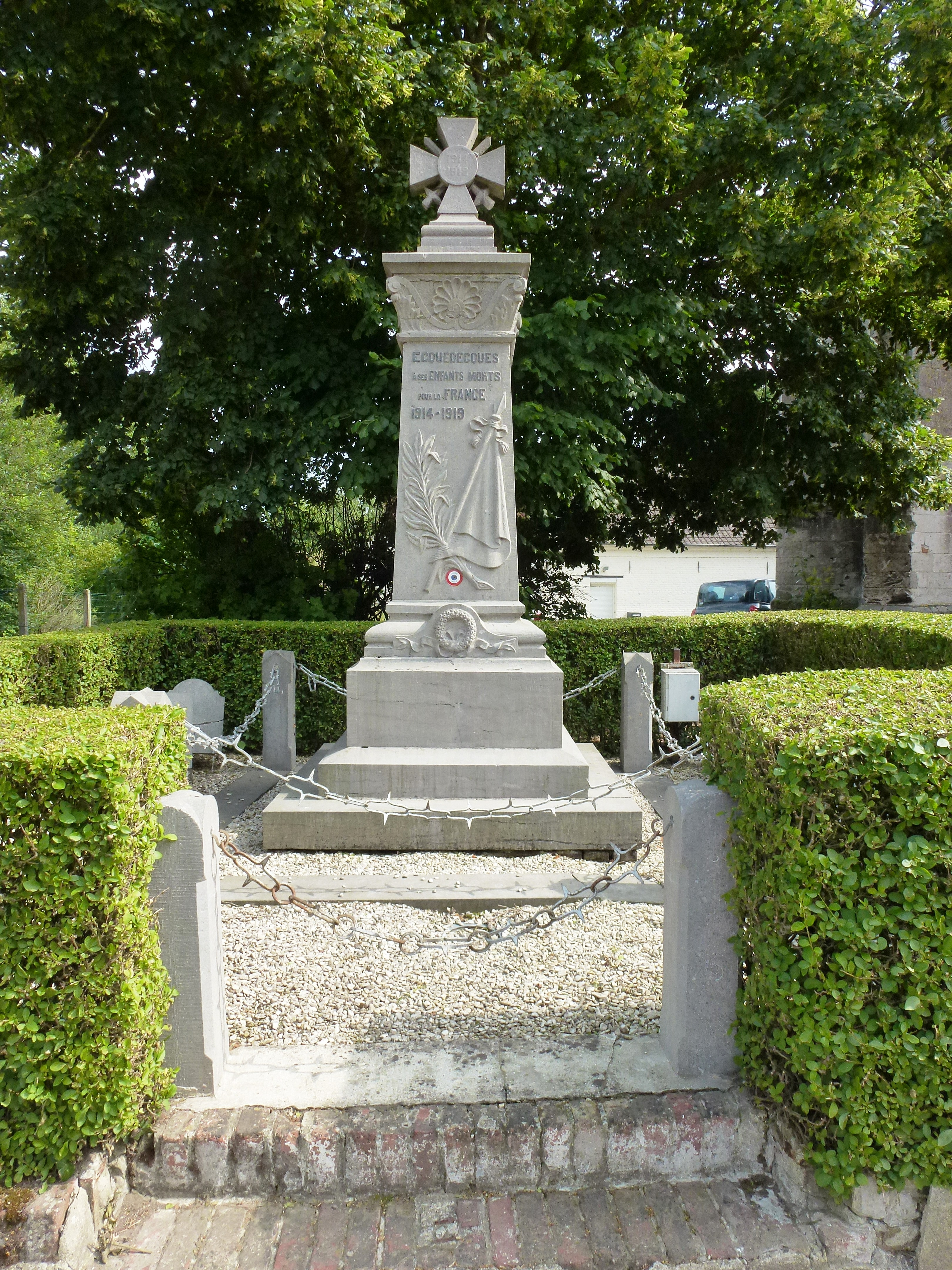
Le monument aux morts.
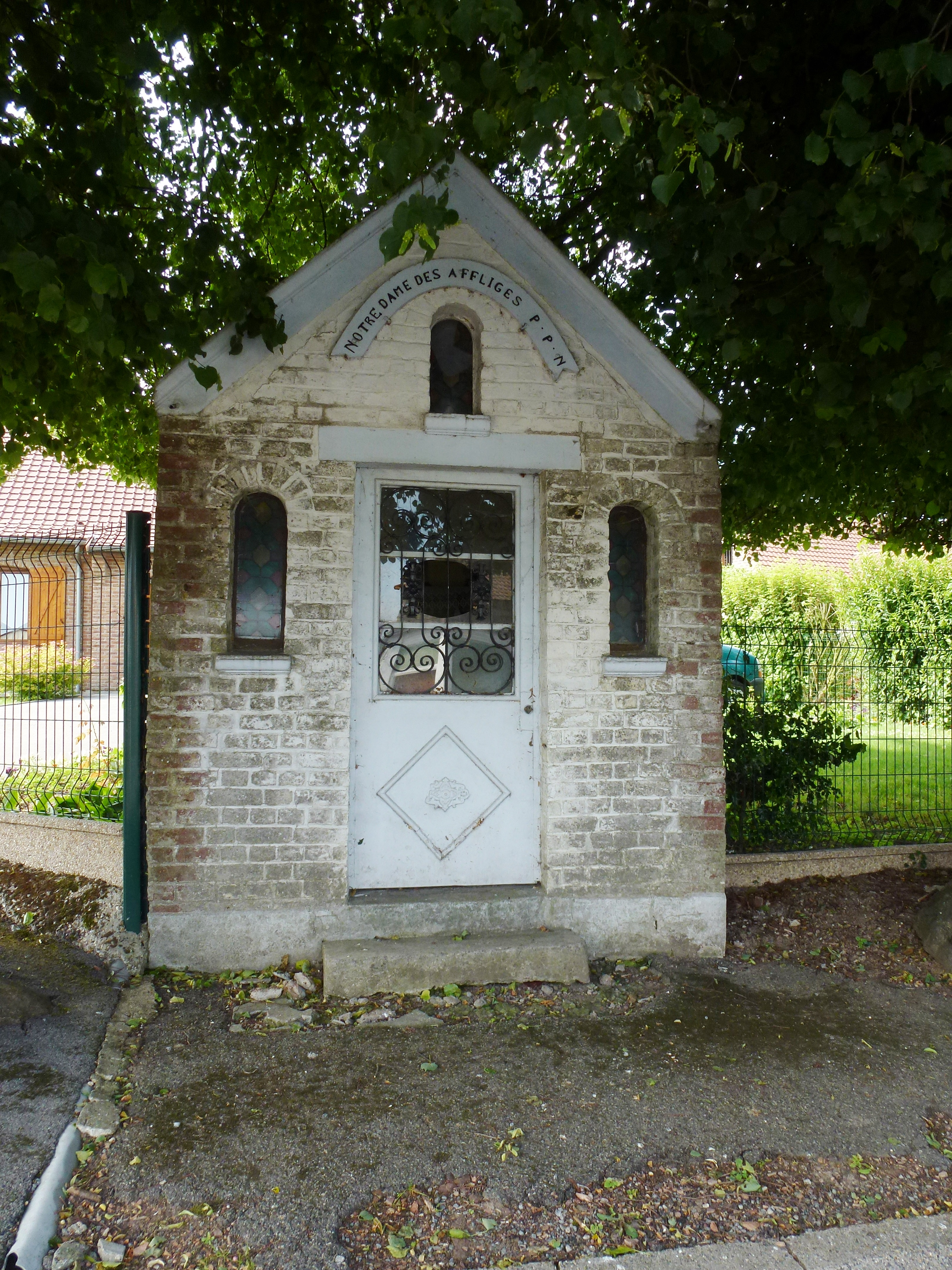
La chapelle Notre-Dame-des-Affligés.
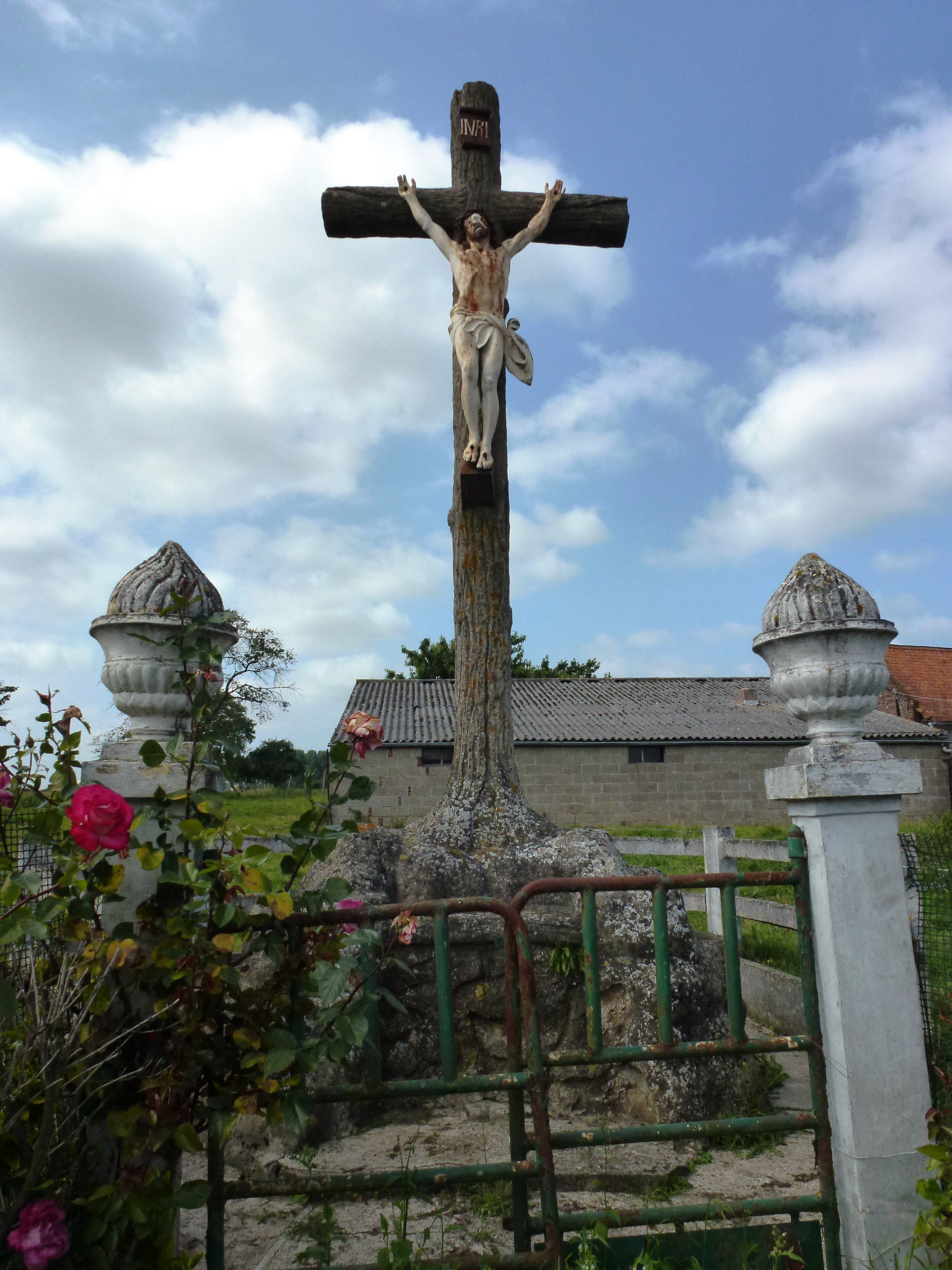
La croix de chemin.

### Héraldique
| Blason de Ecquedecques | Blason  | D'or au sautoir de gueules, à la tête de paon contournée de sinople brochant en abîme. |
| Blason de Ecquedecques | Détails | Aux armes des De Fouler, les Archives départementales du Pas-de-Calais ont proposé à la commune d'associer, en 1996, une tête de paon contournée, extraite des armes de la famille De Pan de Wisques. Le statut officiel du blason reste à déterminer. |

## Pour approfondir

#### Bases de données, dictionnaires et encyclopédies
- Ressources relatives à la géographie :   - Insee (communes)
  - Ldh/EHESS/Cassini
- Ressource relative à plusieurs domaines :   - Annuaire du service public français
- Notices d'autorité :   - BnF (données)